# Харківські угоди
Угода між Україною і Російською Федерацією з питань перебування Чорноморського флоту Російської Федерації на території України (у пресі також Харківські угоди, Харківський пакт, Угода Януковича—Медведєва) — угода між Україною і Російською Федерацією, підписана 21 квітня 2010 року у Харкові президентом України Віктором Януковичем та президентом Росії Дмитром Медведєвим, згідно з якою термін перебування Чорноморського флоту Російської Федерації у Севастополі подовжено з 2017 до 2042 року з автоматичним продовженням на 5 років, якщо будь-яка сторона не висловить заперечення, та встановлена орендна плата.
Як зазначено в самій угоді, термін перебування флоту збільшено в обмін на здешевлення для України російського газу шляхом застосування знижки у вигляді анулювання митних зборів.
Ратифікована Верховною Радою України та Державною думою Російської Федерації 27 квітня 2010 року.
В Україні домовленості викликали обурення опозиції, екологів, місцевих рад та суспільства загалом. Більшість аналітиків розцінили її як таку, що суперечить Конституції України.
Денонсована в односторонньому порядку Державною думою РФ 31 березня 2014 року.

## Умови Угоди
Протягом 6 днів після підписання преса та широка громадськість були позбавлені можливості ознайомитись із офіційним текстом міжнародної Угоди до моменту її ратифікації Верховною Радою України 27 квітня 2010 року.
Відповідно до Угоди, термін перебування Чорноморського флоту Російської Федерації продовжено на 25 років, до 28 травня 2042 року з наступним автоматичним подовженням на наступні п'ятирічні періоди, якщо жодна зі сторін не повідомить письмово іншу сторону про припинення дії Угоди не пізніше, ніж за один рік до завершення терміну дії. Оплата за перебування флоту складається зі щорічних платежів у 100 мільйонів доларів США на рік, починаючи з 2017 року, а також з додаткових коштів, які отримуються за рахунок зниження з дати набрання чинності цією Угодою ціни в розмірі до 100 доларів США від встановленої чинним контрактом між НАК «Нафтогаз» України і ВАТ «Газпром», на кожну тисячу кубометрів газу, що постачається в Україну. При ціні 333 долари США і вище за тисячу кубометрів газу зниження складе 100 доларів США, при ціні нижче 333 долари США зниження складе 30 % від такої ціни.

## Реакція

### В Україні
Угода викликала вельми неоднозначну реакцію в українському суспільстві. Так, більшість аналітиків охарактеризували її як таку, що суперечить Конституції України. Угоду засудив Світовий конгрес українців. Активну критику Віктора Януковича та Угоди загалом розпочала опозиція. Вона звинуватила Президента в зраді національних інтересів. Так, Угоду розкритикували «Блок Юлії Тимошенко», «Фронт Змін» «Наша Україна», «Народна Самооборона», «Свобода», «Єдиний Центр», Українська народна партія та інші. Ряд політичних сил відкрито вимагали розпочати процедуру імпічменту щодо Президента Януковича. Розкритикували угоду також ряд громадських екологічних організації, які закликали Верховну Раду України утриматися від ратифікації Угоди. За спосіб укладання Угоди, зокрема, за закритість переговорів, Януковича розкритикував навіть віце-прем'єр-міністр підконтрольного Януковичу уряду Азарова Сергій Тігіпко.
Угоду засудили перший та третій Президенти України Леонід Кравчук та Віктор Ющенко. Зокрема, Ющенко заявив:
|  | Взамін дешевого газу, який економічно дискредитує країну, який відкидає нас від конкурентних можливостей, який залишає неконкурентну економіку в тому забутті, в якому вона є, — на другу шальку терезів ставлять найсвятіше для кожної нації — суверенітет та незалежність. Мені такий обмін не зрозумілий... Соломою треба палити, але бути незалежними. Розуміти, що це святість. |

Серед іншого, здачу кримської військової бази назвали «новою Переяславською угодою» та «військовою узурпацією країни», а Януковича звинуватили у продажі українського суверенітету і назвали «губернатором української області Російської імперії».
Разом з тим, деякі чільні представники Партії Регіонів, виправдовуючи Януковича, посилаються на різночитання трактувань перехідних положень Конституції, вважаючи, що вони стосуються лише заборони на створення нових військових баз.
Директор військових програм центру НОМОС Дмитро Штибликов припустив, що крім політичних та позиційних втрат, угода завдала збитків українській економіці, зокрема, через те, що без військово-морських баз Севастополь міг би перетворитися на потужний і вельми прибутковий порт, що приносило би значно більші дивіденди українській державі, ніж орендна плата. Натомість, з перебазуванням флоту у Новоросійськ, він перестав би бути конкурентом українських портів в азово-чорноморській акваторії.
23 квітня 2010 Тернопільська та Львівська обласні ради, Львівська міська рада, 26 квітня Івано-Франківська міська рада, 28 квітня Волинська обласна рада та Луцька міська рада, 13 травня Рівненська міська рада, 14 травня Рівненська обласна рада засудили угоду. Деякі з них звернулись до Верховної Ради України з вимогою розпочати процедуру імпічменту щодо Президента Віктора Януковича. Натомість, 28 квітня Київська обласна рада підтримала Харківську угоду.

### В Росії
Загалом харківські домовленості Януковича-Медведєва у Росії були сприйняті стримано і доволі позитивно. Лише ЛДПР, зокрема, її лідер Володимир Жириновський розкритикував угоду, пославшись на те, що вона невигідна для Росії і український парламент зможе в будь-який момент відмовитися від своїх зобов'язань.

### В ЄС
Загалом європейські чиновники та політики країн ЄС ніяк не оцінили домовленості Януковича-Медведєва, що пояснюється політкоректністю та бажанням не втручатися у внутрішні справи України та Росії. Однак, як зазначають оглядачі, угода все ж таки викликала занепокоєння у Європі, насамперед через непрозорість газових договорів та перспективу контролю «Газпрому» над «Нафтогазом», що зможе негативно вплинути на політику диверсифікації джерел постачання газу в ЄС. Зокрема, єврокомісар з питань розширення та Європейської політики сусідства Штефан Фюле заявив, що
|  | Угода буде оцінена ЄС як така, що спрямована проти безпеки постачання, проти принципів передбачуваності та прозорості, а також проти потреб забезпечення відновлення та модернізації газотранспортної системи |

Натомість представниця Єврокомісії Анжела Фелоте, сказала, що «такі оборудки створюють враження, що країни регіону мають вибирати між Брюсселем та Москвою». За словами посла Чеської Республіки зі спеціальних доручень із питань енергетичної безпеки при Євросоюзі Вацлава Бартушки, 
|  | для більшості європейців, зокрема чиновників Євросоюзу, є незрозумілим, як можна змішувати знижку на газ із перебуванням військової бази на території країни |

## Ратифікація
22 квітня спікери українського та російського парламетів Володимир Литвин і Борис Гризлов домовилися про синхронну ратифікацію Угоди 27 квітня.

### В Україні

#### Заходи щодо недопущення ратифікації
23 квітня опозиційна фракція Блоку Юлії Тимошенко у Верховній Раді зібрала 153 підписи народних депутатів для проведення 24 квітня позачергового засідання парламенту для обговорення Угоди та створення тимчасової слідчої комісії, яка дала б оцінку діям Президента Януковича. Однак, спікер Володимир Литвин відмовився скликати пленарне засідання, мотивуючи це тим, що
|  | забезпечити організацію, підготовку і проведення 24 квітня позачергового пленарного засідання парламенту відповідно до вимог Регламенту Верховної Ради України є неможливим |

Опозиція заявила, що проведе засідання навіть без Литвина, але це виявилося неможливим через те, що депутати від коаліції заблокували сесійну залу. Тому опозиція на чолі з Юлією Тимошенко провела багатотисячний мітинг під стінами парламенту. Наступного дня було проведено багатотисячний мітинг з вимогами нератифікації Угоди та імпічменту Януковича у Львові перед пам'ятником Тарасові Шевченку. 26 квітня під подібними гаслами пройшла демонстрація в Ужгороді, 27 квітня — у Львові.
Напередодні ратифікації опозиціонери, місцеві ради та екологи закликали не ратифіковувати угоду та блокувати засідання парламенту. ВО «Свобода» пригрозило новопризначеним губернаторам Львівської та Тернопільської областей Сухому і Горбалю, які ще не встигли скласти повноваження народних депутатів, звільненням, якщо вони проголосують за ратифікацію Угоди.

#### Події 27 квітня
Профільний Комітет Верховної Ради у закордонних справах та Комітет ВР з питань європейської інтеграції ухвалили рішення рекомендувати парламенту не ратифіковувати Угоду.
27 квітня 2010 року, у день ратифікації, депутати-опозиціонери змогли зайти в сесійну залу лише о 8:30, коли трибуна і президія вже були заблоковані депутатами від Партії Регіонів. Безпосередньо перед входом до Верховної Ради були влаштовані намети і знаходилося близько 2 тисяч прихильників Партії Регіонів, які розвісили гасла «Рада! Підтримай дії Президента!», «Ми за дружні стосунки з сусідами», «Ефективна влада — стабільні тарифи». Далі, на вулиці Грушевського та інших, прилеглих до будівлі парламенту розташувалися прихильники опозиції, які скандували гасла «Путін — геть!», «Ганьба запроданцям!». Території, де проходили мітинги, охороняли представники спецпідрозділу «Беркут» та Внутрішніх військ МВСУ. За підрахунками міліції, під стінами парламенту перебувало загалом близько 7 тисяч мітингувальників, за підрахунками опозиції — 30 тисяч.
О 10:00 спікер Литвин увійшов до сесійної зали і зайняв своє місце, після чого у нього полетіли яйця, а парламентська охорона прикрила Литвина парасольками, не піднімаючи їх до закінчення засідання. Трибуна була заблокована коаліціянтами. Голова Ради розпочав пленарне засідання, проте в результаті реєстрації виявилося, що у сесійній залі зареєстровано картки лише 211 народних депутатів. Після цього 11 нових депутатів від Партії Регіонів складали присягу. Опозиціонери, натомість, намагалися завадити їм: в залі розпочалася бійка між депутатами від опозиції та коаліції. В результаті бійок струс мозку отримав депутат від НУНС Олесь Доній, після чого був госпіталізований. Народному депутатові від НУНС Володимиру Карпуку під час бійок зламали ніс. Місця народних депутатів БЮТ та НУНС, які долучилися до коаліції, були накриті національними прапорами. Отвори для карток для голосування депутатів від НУНС були заліплені невідомою речовиною. Близько 10:20 в сесійній залі з'явився дим, найімовірніше, хтось із присутніх кинув димову шашку. Боротися з димом прибуває особисто міністр із надзвичайних ситуацій Нестор Шуфрич у супроводі бригади пожежників. Однак, не витримуючи диму, покидає залу, залишаючи керувати операцією з гасіння свою секретарку.
Близько 10:30 спікер ставить на голосування проєкт закону про ратифікацію Договору. Виступає голова Комітету ВР у закордонних справах Олег Білорус і оголошує рішення Комітету відхилити закон, як неконституційний. О 10:38 під вигуки опозиції «Ганьба!» та під димовою завісою Верховна Рада ратифікувала угоду, «за» проголосувало 236 депутатів:
- 160 депутатів від Партії регіонів (загальна кількість членів фракції — 161). Не голосував лише Дмитро Шенцев, який на момент голосування брав участь у бійці, натомість проголосували щонайменше двоє депутатів, які перебували 27 квітня поза межами України[58];
- 27 депутатів від Комуністичної партії України (весь склад);
- 20 депутатів від фракції блоку Литвина (весь склад);
- 13 позафракційних депутатів (загальна кількість позафракційних — 16). З 16 позафракційних депутатів 11 — члени Партії Регіонів, які склали депутатську присягу безпосередньо перед голосуванням і ще не встигли увійти до фракції. Інші двоє депутатів, які проголосували за ратифікацію угоди — це Інна Богословська та Василь Кисельов[58];
- 9 депутатів від фракції блоку Юлії Тимошенко (загальна кількість членів фракції — 154), які є членами коаліції:

- Зубов Валентин Сергійович, Іваненко Володимир Григорович, Кузьменко Петро Павлович, Маліч Олег Володимирович, Олійник Святослав Васильович, Писаренко Валерій Володимирович, Савченко Ігор Васильович, Сідельник Іван Іванович, Черпіцький Олег Зенович.

- 7 депутатів від фракції «Наша Україна — Народна самооборона» (загальна кількість членів фракції — 72), які є членами коаліції та Давид Жванія, який на момент голосування не входив до більшості[58]:

- Бут Юрій Анатолійович, Василенко Сергій Володимирович, Довгий Станіслав Олексійович, Жванія Давид Важайович, Поляченко Володимир Аврумович, Омельченко Олександр Олександрович, Палиця Ігор Петрович.

Близько 11:00 опозиція залишила залу засідань, коаліція ж продовжила пленарну роботу, було прийнято Державний бюджет на 2010 рік, після чого спікер закрив засідання парламенту.
Тим часом на вулиці Грушевського міліцейський кордон не пускав прихильників опозиції до будівлі парламенту, в результаті чого між мітингувальниками та міліціонерами зчинилася бійка. Близько 11:30 мітинг поблизу парламенту очолила Юлія Тимошенко. Новоприбулі прихильники опозиції, яких до будівлі Верховної Ради не пускав міліцейський кордон, рушили до пам'ятника Тарасові Шевченку, де провели народне віче, під час якого міліцією було затримано голову Тернопільської облради Олексія Кайду, якого через дві години відпустили. Під час акції протесту 27 травня внаслідок дій міліції травми та опіки різних ступенів отримали 43 мітингувальники.
У Севастополі 27 квітня відбувся мітинг на підтримку ратифікації Угоди, на якому зібралося близько 100 прибічників партії «Руський блок».
Спікер Литвин заявив, що на ремонт технічного обладнання сесійної зали, пошкодженого 27 квітня знадобиться 98 тисяч гривень, на відновлення підлоги, покриття і меблів — 912 тисяч гривень; всього — 1 мільйон. 28 квітня Прокуратура міста Києва порушила кримінальну справу за фактом хуліганства, вчиненого групою окремих народних депутатів України 27 квітня 2010 року в сесійній залі Верховної Ради України під час пленарного засідання VI сесії Верховної Ради України VI скликання, за частиною 2 статті 296 Кримінального Кодексу України. Президент Росії Дмитро Медведєв охарактеризував події в українському парламенті, як «концерт із застосуванням спецзасобів і всього іншого».

### У Росії
Ратифікація в Росії пройшла без ексцесів. 27 квітня за ратифікацію проголосувало 410 депутатів Державної думи. Утрималась від підтримки лише фракція ЛДПР, яка стверджувала, що українська сторона не буде дотримуватися умов угоди.

## Наслідки
Ратифікація Угоди в українському парламенті стала консолідуючим фактором для опозиції, яка заявила про намір почати безстрокові акції протесту. Представники української інтелігенції, зокрема, письменники й публіцисти Валерій Шевчук, Володимир Яворівський, Юрій Андрухович, Дмитро Павличко, Микола Рябчук, академіки Іван Дзюба, Микола Жулинський, Мирослав Попович, громадські діячі Костянтин Морозов, Левко Лук'яненко, Богдан Горинь, створили Народний комітет захисту України для координації дій громадськості з висловлення протестів проти дій влади.
27 квітня, висловлюючи невдоволення діями правлячої коаліції, члени делегації України у Парламентській Асамблеї Ради Європи від опозиції під час промови Віктора Януковича у ПАРЄ, залишили сесійну залу на знак протесту. 5 травня під час візиту міністра закордонних справ України Костянтина Грищенка до Нью-Йорку українська діаспора бойкотувала заплановану зустріч з міністром, натомість, провела акцію протесту перед будинком Постійного представництва України при ООН.
11 травня Народний комітет захисту України провів перед будівлею парламенту в Києві кількатисячні акції протесту, під час яких люди в цивільному затримали 4 мітингувальників від ВО «Свобода», а напередодні ДАІ не пускала до столиці автобуси з прихильниками опозиції. Того дня акції протесту відбулися також у Львові та Тернополі.
28 січня 2021 року Офіс Генерального прокурора повідомив про підозру у державній зраді Віктору Януковичу через підписання ним Харківських угод.

## Спроби денонсації угоди
19 червня 2013 року Верховна Рада України відхилила законопроєкт, яким передбачалося розірвати «Харківську угоду»: «за» проголосували лише 152 народні депутати України.
У 2014 р. після подій Євромайдану та військового вторгнення Росії на територію України денонсація Харківської угоди стала можливою.
У середині березня 2021 року у Верховній Раді був зареєстрований проєкт закону про денонсування Харківських угод. Автори законопроєкту в супровідній записці пояснюють свою пропозицію тим, що Харківські угоди формально обґрунтовані знижкою на природній газ від Росії, але на практиці Україна її не отримала.
Станом на квітень 2022 року угода має статус «чинна» в Україні.

## Розслідування дій посадових осіб щодо погодження проєкту «Харківських угод»
Наприкінці березня 2021 року слідчі Державного бюро розслідувань повідомили про підозру колишньому прем'єр-міністру України Миколі Азарову в державній зраді (ч. 1 ст. 111 Кримінального кодексу України) за погодження Харківських угод.
Генеральна прокуратура України пояснила, що Азаров звинувачується у тому, що діяв «спільно та за попередньою змовою з колишнім Президентом України (Януковичем)», та розумів, «що Угода між Україною та Російською Федерацією з питань перебування Чорноморського флоту Російської Федерації на території України суперечить Конституції та Закону України „Про міжнародні договори України“».
Склад злочину вбачають в тому, що 20 квітня 2010 року, перебуваючи на території Російської Федерації, Азаров «погодився на нав'язані представником іноземної держави — Президентом РФ Дмитром Медведєвим умови продовження строку перебування Чорноморського флоту РФ на території України на 25 років під приводом отримання знижки на природній газ». Із 21 квітня 2010 року по 23 квітня 2010 року забезпечив погодження проєкту Угоди іншими центральними органами виконавчої влади та правоохоронними органами без фактичного розгляду цих документів уповноваженими органами. А у квітні 2010 року на закритому засіданні Кабінету Міністрів підписав розпорядження про схвалення Угоди та, в порушення закону вніс проєкт Угоди на розгляд Президентові України.